# Pitkä-Utsakka
Pitkä-Utsakka eller Utsakkalampi är en sjö i Finland. Den ligger i kommunen Rovaniemi i landskapet Lappland, i den norra delen av landet, 700 km norr om huvudstaden Helsingfors. Pitkä-Utsakka ligger 200,5 meter över havet. Arean är 14,2 hektar och strandlinjen är 3,18 kilometer lång. Sjön  ingår i Kemi älvs huvudavrinningsområde. 